# Brinjeva Draga
Brinjeva Draga – wieś w Chorwacji, w żupanii primorsko-gorskiej, w mieście Čabar. W 2011 roku liczyła 5 mieszkańców.